# Witold Grabarczuk
Witold Franciszek Grabarczuk (ur. 3 kwietnia 1954 w Jarosławcu) – działacz opozycji politycznej w PRL. W latach 80. aktywny politycznie na terenie Lublina i województwa zamojskiego. Następnie związany z Lublinem jako działacz samorządowy i społeczny.

## Życiorys
Pochodzi z Moniatycz k. Hrubieszowa. W 1973 został absolwentem I LO im. Hetmana Jana Zamoyskiego w Zamościu. Od 1980 był członkiem Komisji Wydziałowej NSZZ „Solidarność” Ośrodka Obliczeniowego Fabryki Samochodów Ciężarowych w Lublinie (FSC). W 1981 po wprowadzeniu stanu wojennego uczestniczył w strajkach i prowadził działalność konspiracyjną. Od marca 1982 przewoził nielegalne wydawnictwa na teren ówczesnego województwa zamojskiego i organizował spotkania z działaczami „Solidarności” Rolników Indywidualnych. W sierpniu 1982 został zatrzymany i internowany, a następnie, do listopada tego roku, tymczasowo aresztowany. W listopadzie 1982 skazany na karę grzywny i zwolniony z aresztu. Kontynuował działalność opozycyjną do 1989 roku, m.in. w ramach Klubu Katolickiego w Lublinie. W 1989 był członkiem Komisji Zakładowej NSZZ „Solidarność” w FSC. W 1994 uniewinniony wyrokiem Sądu Najwyższego, rozpatrującego sprawę na podstawie rewizji nadzwyczajnej Prokuratora Generalnego.
Po przemianach ustrojowych był członkiem Komisji Budżetowo-Ekonomicznej Rady Miasta Lublin w kadencji 1998–2002. Zasiadał w niej jako członek spoza rady miasta. Ponadto był radnym lubelskiej dzielnicy Czuby Południowe. Zawodowo związany z administracją skarbową. Od 2023 w zarządzie Lubelskiego Stowarzyszenia Osób Represjonowanych w Stanie Wojennym.

## Odznaczenia i wyróżnienia
W 2022 odznaczony Krzyżem Wolności i Solidarności za zasługi w działalności na rzecz niepodległości i suwerenności Polski oraz respektowania praw człowieka w Polskiej Rzeczypospolitej Ludowej. W tym samym roku odznaczony także Krzyżem Kawalerskim Orderu Odrodzenia Polski za wybitne zasługi w działalności na rzecz przemian demokratycznych w Polsce.